# ものいい (お笑いコンビ)
ものいいは、吉本興業東京本社（東京吉本）に所属する日本のお笑いコンビ。2006年1月結成、NSC東京校6期出身。

## メンバー
- 横山 きよし（本名:横山 清志〈よこやま きよし〉1979年7月21日（46歳） -）ツッコミ担当、立ち位置は向かって左。
埼玉県出身。埼玉県立新座総合技術高等学校工業デザイン科卒業。
身長178cm、体重50kg。血液型B型。
中学生時代のあだ名は枯れ木。
NSC入学以前に、しばらくデザイン関係の仕事をしていた。
NSC時代に有場弘貴とコンビ『エントランス』を結成、のちに解散。
昔から絵が上手く手先も器用で、ネタでの小道具は彼がほとんど製作している。ブログでは彼の描いた絵も見られる。
藤岡弘、・大泉洋・ボビー・オロゴン・もう中学生などのものまねが得意。
大のフィギュア好き。 YUKI（元JUDY AND MARY）の大ファンでもある。
体脂肪率5%とかなり痩せているので、針金ハンガーをほぼ原型を留めた状態でくぐり抜けたり、レイザーラモンHG（レイザーラモン）の腕輪を太ももにつけられる（しかも余る）。
好きな食べ物はサーモンの刺身、マグロの赤身、ピーマン料理、トマト。
嫌いな食べ物はしそ、梅干し、うに、いくら、ジャム。
多少潔癖症気味なところがあり、手作りのプレゼントは苦手。
2009年9月12日放送の『めちゃ×2イケてるッ!』（フジテレビ）にて有野晋哉（よゐこ）から「味のないオダギリジョー」と言われた。
横山やすしとそのかつての相方である西川きよしを足して2で割った名前であることから、「ひょっとしたら父親がそれに肖ってつけた名前ではないのか」と吉田が思い実際に横山の父親に会ったら、本人はお笑い自体に興味がなく「ただの偶然でした」と言われた[1]。
- 吉田 サラダ（本名:吉田 貴博〈よしだ たかひろ〉1977年2月6日（48歳） -）ボケ担当、立ち位置は向かって右。
大阪府堺市出身[2]。桃山学院高校を経て桃山学院大学卒業。
身長168cm、体重104kg。血液型B型。
大学生の時に素人としてくぼた隆政（現いち・もく・さん）と遊びでコンビを組んでいた。
NSC時代に芝崎英昭とコンビ『ファイングラス』を結成するも、ワッキー（ペナルティ）から「そのコンビ名はなんか似合わない」と一喝されたことで『はなすい』へ改名したが解散。しばらくの間ピン芸人『吉田サラダ』として活動した。ピン活動時には、生放送バラエティ番組『ワイ!ワイ!ワイ!』（ヨシモトファンダンゴTV）内で「吉田サラダのお宅訪問」というレギュラーコーナーを持ち、「サラダバー」という単独ライブも行う。そのライブにはまだコンビを組む前の相方・横山も参加していた。
好きな食べ物はタコの天ぷら。
「元祖一発屋」（後述）ではメインボーカルも行っている。
2009年9月12日放送の『めちゃ×2イケてるッ!』（フジテレビ）の「お笑い芸人歌がへたな王座決定戦スペシャル」にて徳永英明の壊れかけのRadioを歌唱した際、歌い方と声が忌野清志郎と非常に似ている事が発覚(これは矢部浩之（ナインティナイン）が清志郎の雨上がりの夜空にを試しに歌わせた事による)。吉田自身は指摘されるまでそのことに気がつかなかった。気づいた現在も本人は清志郎に歌い方が似ているのを認めていない。審査員たちからは「本当に清志郎さんが歌ったらこうなる」と唸らせたが、ナイナイからは「ものまね王座じゃないから」と言われた。
2014年11月に入籍をした。
東京ヤクルトスワローズファンであり2020年1月24日からヤクルトファンYouTuber「燕太な神様」(後に「吉田サラダちゃんねる」に改名)として活動を始めた。
2021年4月より、氷見市地域おこし協力隊の隊員に任命され、富山県氷見市に移住。富山県住みます芸人として氷見市で活動を続ける。

## 略歴
- 元々同期で別々に活動していた2人だが、当時NSC講師であったラッキィ池田がNSC卒業生や在校生で集めた「元祖一発屋」というグループに選ばれたことにより、関係を深く持つようになる。その後、お互いにコンビ解散で新たな相方を探していたという縁で現在のコンビを結成。
- コンビ名の由来は「ミュージシャンのことを『うたうたい』って言うんだったら、漫才師のことは『ものいい』でいいんじゃない?」と、「ものすごくいい!を略して『ものいい』」という吉田の発言から。
- またコンビ結成前、『NHK紅白歌合戦』（NHK）においてえなりかずき「おいらに惚れちゃ怪我するぜ!」のバックダンサーとして2人とも出演している。
- 座高が2人とも同じ。

## 芸風
- 主に「どうも! ジョニー・デップです! 違うかー!」など吉田がボケて「違うかー!」というコント。
- コントと漫才両方を行っている。M-1グランプリ[3]とキングオブコントどちらも準決勝まで進出経験がある。
- 漫才では吉田が「ノルウェーの消費税か!」などの例えツッコミを言い、その例えのわかりづらさに横山がツッコミ返す。
- TV出演では、吉田がお調子もののキャラクターで「違うかっ!?」を連呼し、横山が苦笑い及び諌めたりしてツッコむパターンのコントが多い。「違うかっ!?」の他にも「おもろいやろ?」、二枚目風に「なんてね?」というパターンもある。
- 顔芸は吉田より、横山の方がよくする。
- 『AGE AGE LIVE』などの舞台では漫才を披露することが多い。AGE AGE LIVEでは暴力団の一員（横山）と肩がぶつかってしまう〜（吉田）が人気。～にはドラえもん、任天堂のマリオや秋葉原の若者がいた。
- コントには「空気読めや〜!」「うーんっ!」というWボケスタイルで、空気が読めない人のネタもやっている。

## 賞レース戦歴

### M-1グランプリ
| 年度             | 結果       | 会場                              | エントリー No. | 備考           |
| ---------------- | ---------- | --------------------------------- | -------------- | -------------- |
| 2005年（第5回）  | 2回戦進出  | [東京] ラフォーレミュージアム原宿 |                |                |
| 2006年（第6回）  | 2回戦進出  | [東京] ラフォーレミュージアム原宿 |                |                |
| 2007年（第7回）  | 2回戦進出  | [東京] ラフォーレミュージアム原宿 |                |                |
| 2008年（第8回）  | 準決勝進出 | [東京] メルパルクホール           |                | 敗者復活戦出場 |
| 2009年（第9回）  | 3回戦進出  | [東京] ルミネtheよしもと          |                |                |
| 2010年（第10回） | 3回戦進出  | [東京] ルミネtheよしもと          |                |                |
| 2015年（第11回） | 2回戦進出  | [東京] 雷5656会館ときわホール     | 996            |                |
| 2016年（第12回） | 2回戦進出  | [東京] 雷5656会館ときわホール     | 1223           |                |
| 2017年（第13回） | 3回戦進出  | [東京] ルミネtheよしもと          | 786            |                |
| 2018年（第14回） | 3回戦進出  | [東京] ルミネtheよしもと          | 744            |                |
| 2019年（第15回） | 2回戦進出  | [東京] 雷5656会館ときわホール     | 1387           |                |
| 2020年（第16回） | 2回戦進出  | [東京] ルミネtheよしもと          | 367            | 特例シード     |

### キングオブコント
| 年度            | 結果       | 会場      | 備考 |
| --------------- | ---------- | --------- | ---- |
| 2010年（第3回） | 準決勝進出 | 赤坂BLITZ |      |

### その他賞レース
- 2011年 THE MANZAI 1回戦敗退
- 2012年 THE MANZAI 2回戦進出
- 2013年 THE MANZAI 2回戦進出
- 2014年 THE MANZAI 2回戦進出
- 2024年 THE SECOND～漫才トーナメント～ 予選敗退

## 出演番組
- いっちゃん☆KNB（北日本放送）吉田のみ
- 爆笑レッドカーペット（フジテレビ）キャッチコピーは「違いのわからない男」

レッドカーペット賞2回受賞。
コラボカーペットでキングオブコメディ（吉田のみ1回、コンビで1回）や5GAP（吉田のみ）やFUJIWARA&5GAP久保田賢治（吉田のみ、ヒーローコラボ名義）と共演。
- 爆笑オンエアバトル（NHK総合）戦績1勝1敗 最高465KB
- オンバト+（NHK総合）戦績2勝1敗 最高529KB
- 爆笑ピンクカーペット（フジテレビ）キャッチコピーは「時間いっぱい待ったなし」
- お笑いDynamite!（TBSテレビ）キャッチコピーは「こんな奴いませんか!?」→「勘違いコント」
- ウンナン極限ネタバトル! ザ・イロモネア 笑わせたら100万円（TBSテレビ）「ゴールドラッシュ」に出演。3週勝ち抜き、本戦出場権獲得。
- エンタの神様（日本テレビ）キャッチコピーは「モンクの叫び」
- フットンダ（TBSテレビ）
- ザ!世界仰天ニュース（日本テレビ）
- めちゃ×2イケてるッ!（フジテレビ）（歌へた王座決定戦）歌が下手というより何を歌っても忌野清志郎になってしまう歌い方を披露。
- 王様のブランチ（TBSテレビ）
- Break Out （テレビ朝日）吉田のみ、高橋茂雄（サバンナ）と久保田かずのぶ（とろサーモン）で『ブストリップ』という番組内トリオを組み、ビジュアル系バンドと対決を行った。
- おはスタ（テレビ東京）吉田のみコーナーレギュラー「何の音か当てるコーナー」
- 億万笑者! ～S-1バトルへの道 （テレビ朝日）
- お笑い芸人親子で漫才王座決定戦スペシャル（フジテレビ）吉田が実母との漫才を披露。
- ものまね王座決定戦（フジテレビ）1回目はブラックマヨネーズがものいいのものまねをした後に本人登場。2回目は横山がボビー・オロゴンで吉田が大阪のおっさんのものまねをしながらコント。
- ウチくる!?（フジテレビ）吉川ひなのの会いたい芸人として登場。
- EXILE魂（TBSテレビ）ATSUSHIの会いたい芸人として登場。
- 爆問パニックフェイス!（TBSテレビ）吉田のみ、喫茶店から出てきたら不良50人に追いかけられるというドッキリ
- 太田光の私が総理大臣になったら…秘書田中（日本テレビ）
- おもいッきりDON!（日本テレビ）生放送でショッピンセンターなどロケ
- 芸人報道（日本テレビ）吉田のみ
- DOORS（TBSテレビ）ゲームアトラクションバラエティー
- クイズ雑学王 （テレビ朝日）
- スクール革命!（日本テレビ）吉田のみ、山菜採りロケ
- キンコンヒルズ（テレビ東京）吉田のみ
- 関根&優香の笑うお正月 （テレビ朝日）
- あらびき団（TBSテレビ）
- お願い!ランキング （テレビ朝日）吉田のみ、ラーメン屋の開店に密着
- 有吉ジャポン（TBSテレビ）吉田のみ、スタジオで飯豊まりえのリクエストによってラーメンを作る。
- さんま&女芸人お泊り会（フジテレビ）吉田のみ、黒沢かずこ（森三中）のリクエストでロケ先で明石家さんまにラーメンを作る。
- モヤモヤさまぁ〜ず2（テレビ東京）吉田のみ、早稲田周辺
- 見る人が見た!! （テレビ朝日）吉田のみ、ラーメンロケ
- ピラミッドダービー（TBSテレビ）
- ウサミミTV（テレビ大阪）吉田のみ、ラッキィ池田とダンス
- NHK紅白歌合戦（NHK総合）えなりかずきのバックダンサー
- 世にも奇妙な物語（フジテレビ）ものいい本人役
- 深夜の用心棒（TBSテレビ）吉田のみ、ラーメン屋の店員役
- サラネアおせっかい（タイのコメディ映画）
- めざましテレビ(フジテレビ)吉田のみ、ラーメン屋の店員として。

## PV
- いきものがかり「歩いていこう」（2011年）吉田のみ